# Frigyes Pesty

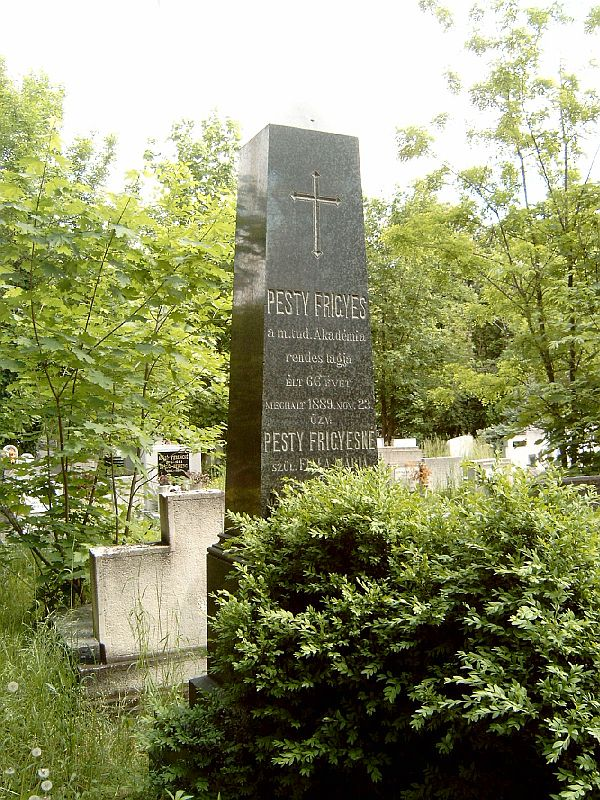
Frigyes Pestys gravställe.

Frigyes Pesty, född 23 mars 1823 i Temesvár, död 23 november 1889 i Budapest, var en ungersk historiker.
Pesty deltog i 1848 års resning, återkom ur därav föranledd landsflykt 1850 och uppsatte 1858 i sin födelsestad den nationella tidningen "Delejtű" (Magnetnålen). Han blev 1861 riksdagsledamot, flyttade samma år till Budapest och ägnade sig där med stor flit åt historiskt författarskap, särskilt på lokalhistoriens område. Nästan alla hans 170 historiska arbeten och uppsatser är skrivna på ungerska. På tyska utkom Die Entstehung Kroatiens (1882).